# Milot Rashica
Milot Rashica, född 28 juni 1996 i Vushtrri, FR Jugoslavien (idag Kosovo), är en kosovoalbansk fotbollsspelare (mittfältare/ytter) som spelar för Beşiktaş, på lån från Norwich City.

## Karriär
Den 31 januari 2018 skrev han på för den tyska klubben Werder Bremen. Den 22 juni 2021 värvades Rashica av Premier League-klubben Norwich City, där han skrev på ett fyraårskontrakt. Den 8 september 2022 lånades Rashica ut till Galatasaray på ett låneavtal över säsongen 2022/2023.